# ذا ميست
السديم (بالإنجليزية: The Mist)‏ فيلم رعب أمريكي من إنتاج سنة 2007 مبني على رواية بنفس الاسم للكاتب ستيفن كينج، والفيلم من إخراج فرانك دارابونت وبطولة توماس جين، أندريه بروير، لوري هولدين ومارسيا غاي هاردن

## القصة
تدور القصة حول رجل يصطحب ابنه للتسوق في مركز تجاري وهناك يبدأ الضباب بالتجمع حتى تغطي المكان، وتحجب الرؤية عن الجميع، ويبقى الرجل وابنه مع كل من في المكان، محبوسين داخل المركز التجاري، وينتظرون أن تختفي السحب، ولكنهم يكتشفون بأن هناك حشرات وحيوانات غريبة تبدأ بقتل كل من حاول الخروج من المتجر ، بعد ذلك تبدأ النقاشات و المشاكل بينهم و يحاولون التفكير في طريقة للخروج من المتجر ، و ينجح البطل في الخروج و الوصول إلى احدى السيارات.

## الهوامش
1. ↑  وصلة مرجع: http://www.imdb.com/title/tt0884328/. الوصول: 21 مايو 2016.
2. ↑  وصلة مرجع: https://www.filmaffinity.com/en/film133932.html. الوصول: 21 مايو 2016.
3. ↑  وصلة مرجع: http://stopklatka.pl/film/mgla. الوصول: 21 مايو 2016.
4. ↑  وصلة مرجع: http://www.metacritic.com/movie/the-mist. الوصول: 21 مايو 2016.
5. ↑  وصلة مرجع: http://www.cinemarx.ro/filme/The-Mist-Negura-308387.html. الوصول: 21 مايو 2016.
6. ↑  مذكور في: قاعدة بيانات الأفلام التشيكية السلوفاكية. لغة العمل أو لغة الاسم: التشيكية. تاريخ النشر: 2001.
7. 1 2  "بوكس أوفيس موجو" (بالإنجليزية). Retrieved 2023-11-19.
8. ↑  السديم هو الضباب الرقيق.

## وصلات خارجية
- السديم على موقع IMDb (الإنجليزية)
- السديم على موقع ميتاكريتيك (الإنجليزية)
- السديم على موقع روتن توميتوز (الإنجليزية)
- السديم على موقع نتفليكس (الإنجليزية)
- السديم على موقع ألو سيني (الفرنسية)
- السديم على موقع Turner Classic Movies (الإنجليزية)
- السديم على موقع أول موفي (الإنجليزية)
- السديم على موقع بوكس أوفيس موجو (الإنجليزية)
- السديم على موقع فيلمافينيتي (الإسبانية)
- السديم على موقع قاعدة بيانات الأفلام السويدية (السويدية)